# Höflein an der Hohen Wand
Höflein an der Hohen Wand – gmina w Austrii, w kraju związkowym Dolna Austria, w powiecie Neunkirchen. Według Austriackiego Urzędu Statystycznego liczyła 902 mieszkańców (1 stycznia 2014).